# Simon A. Pedersen
Simon A. Pedersen (født 14. december 1982) er en dansk fodboldspiller. Han spiller ikke længere på divisionsfodboldniveau. Han er 188 cm høj og vejer 86 kg.
Simon fik sin fodboldopdragelse i B.93. Han skiftede i 2001 til AB. Han blev lejet ud til Esbjerg fB i foråret 2005, og EfB skrev senere kontrakt med ham gældende fra sommeren 2005.
Han var i foråret 2006 lejet ud til SønderjyskE og skiftede i juni 2007 til Silkeborg IF. Han nåede at spille 36 førsteholdskampe og score 6 mål for EfB.
Simon A. Pedersen har spillet 2 kampe på U/16-landsholdet, 5 kampe på U/17-landsholdet samt 15 kampe på U/19-landsholdet.